# Carsten Bomme
Carsten Bomme født 10. april 1970 er Danmarks landstræner i kast og tidligere dansk atlet. Han var medlem af Haderslev IF, Sparta Atletik og Køge Atletik.
Bomme er pr. 1. januar 2010 ansat som landstræner i kast som erstatning for Simon Stewart. Hans stilling er en fuldtidsstilling sammensat som deltids landstræner under Dansk Atletik Forbund samt elitetræner i Sparta Atletik. Han har haft orlov, men er nu tilbage som lærer på Herlev Gymnasium og HF, hvor han nu fortsætter sig profession som idræt- og biologilærer.
Bomme er gift med Charlotte Beiter tidligere dansk mester i syvkamp, sammen har de døtrerne Ida og Emma Beiter Bomme.

## Danske mesterskaber
- Guld 1994 Tikamp 7103p
- Guld 1993 Syvkamp inde 4944p

## Personlig rekord
- Kuglestød: 15,31 1994
- Tikamp: 7103 1994